# República Autônoma do Epiro do Norte
República Autônoma do Epiro do Norte  (em grego:  Αὐτόνομος Δημοκρατία τῆς Βορείου Ἠπείρου, Aftónomos Dimokratía tis Voreíou Ipeírou) foi uma entidade autônoma de curta duração fundada logo após as Guerras Balcânicas, em 28 de fevereiro de 1914, pelos gregos residentes no sul da Albânia (minoria grega na Albânia).
A área, conhecida como Epiro do Norte (Βόρειος Ήπειρος) pelos gregos e com uma substancial população grega, foi tomada pelo exército grego durante a Primeira Guerra Balcânica (1912-1913). O Protocolo de Florença, no entanto, o tinha designado ao recém-criado Estado albanês. Esta decisão seria rejeitada pelos gregos locais, e assim que o exército grego retirou-se para a nova fronteira, um governo autônomo foi estabelecido em Argyrokastron (em grego:  Αργυρόκαστρον, atual Gjirokastër), sob a liderança de Georgios Christakis-Zografos, um destacado político grego local e ex-ministro das Relações Exteriores, e com o apoio tácito da Grécia.
Em maio, a autonomia foi confirmada pelas grandes potências com o Protocolo de Corfu. O acordo assegurou que a região teria sua própria administração, reconheceu os direitos da população local e proporcionou um autogoverno sob a soberania nominal albanesa. No entanto, jamais seria implementado uma vez que em agosto o governo albanês entraria em colapso. O exército grego reocuparia a área em outubro de 1914 após a eclosão da Primeira Guerra Mundial. Foi planejado que o Epiro do Norte seria cedido à Grécia na sequência da guerra, porém a retirada do apoio italiano e a derrota da Grécia na Campanha da Ásia Menor resultaria em sua cessão definitiva à Albânia, em novembro de 1921. Em 1925, as fronteiras da Albânia foram fixadas pelo Protocolo de Florença e a Grécia abandonou todas as reivindicações relativas ao Epiro do Norte.

## Documentos oficiais
- Documents Officiel concernant l'Epire du Nord, 1912-1935. Digital library of the Parliament of Greece. (em francês)